# ميدالية هيندنبورغ
أصدرت هيئة البريد الألمانية سلسلة طوابع "ميدالية هيندنبورغ" المميزة اعتبارًا من 1 أكتوبر 1932، وظلت صالحة حتى استسلام ألمانيا عام 1945، حيث قررت دائرة بريد الرايخ عام 1944، بسبب الحرب، أن جميع الطوابع ستظل صالحة حتى إشعار آخر.

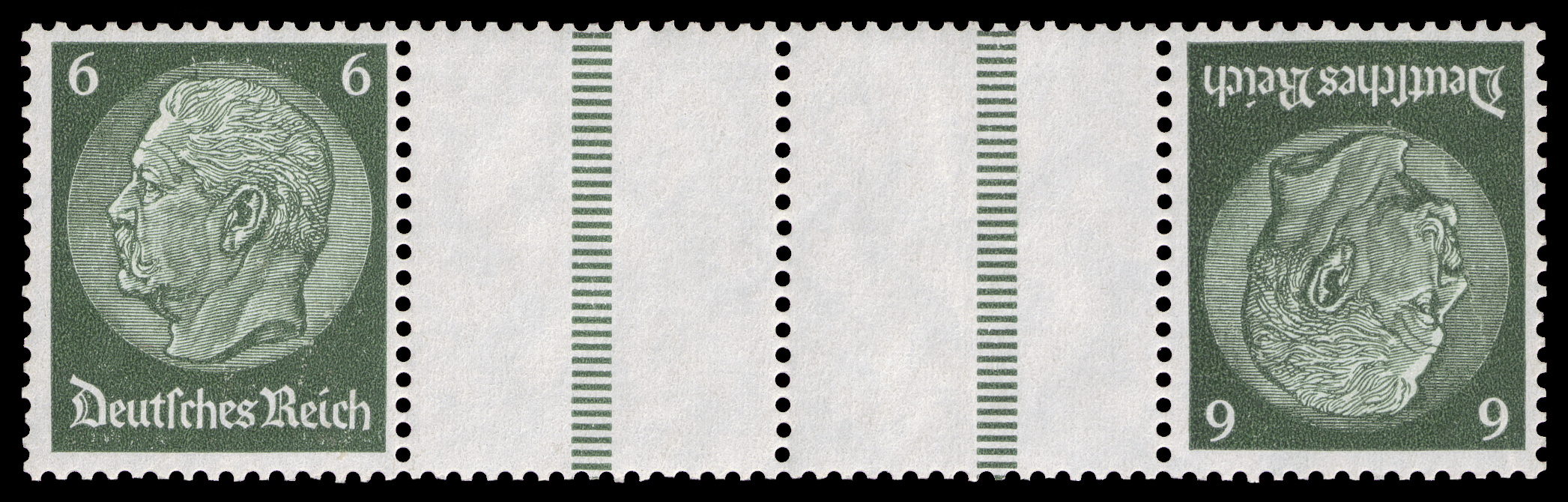
طباعة عكسية مع ميزاب، من كتيب الطوابع (ورقة)

بعد سلسلة طوابع رئيس الرايخ، كانت هذهِ ثاني سلسلة طوابع تحمل صورة رئيس الرايخ بول فون هيندنبورغ؛ إذ سبق إصدار أربعة طوابع خيرية تحمل صورته عام 1927 احتفالًا بعيد ميلادهِ الثمانين. وكان تاريخ الإصدار الأول من السلسلة المميزة قبل يوم واحد من عيد ميلادهِ الخامس والثمانين.
بعد وفاة بول فون هيندنبورغ عام 1934، صدر طابع تذكاري بإطار حداد أسود. مع أن هذا الإصدار الخاص ليس ضمن سلسلة الطوابع النهائية، إلا أنه مُدرج في هذه المقالة نظرًا لتشابه الزخرفة.

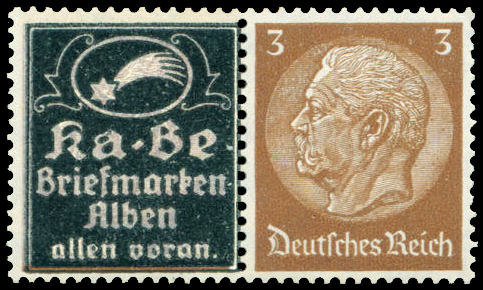
طوابع ورقية مطبوعة بشكل خاص مع إعلانات لـ KA-BE

إلى جانب السلسلة المميزة المخصصة لمستشار الرايخ أدولف هتلر، والتي طُرحت في أغسطس 1941 فقط، وفّرت سلسلة هيندنبورغ الوسيلة الوحيدة تقريبًا لختم البريد بقيمة البريد الصافية. ومنذ عام الإصدار 1936 فصاعدًا، صدرت طوابع خاصة حصريًا تقريبًا كطوابع إضافية برسوم إضافية كبيرة.
خلال الحرب العالمية الثانية، صدرت طوابع هذه السلسلة أيضًا بطبعاتٍ إضافيةٍ للدول المعنية في الأراضي المحتلة. كما استُخدمت بعض الطوابع كنماذج للتزوير دعائية من قِبل القوات المسلحة السوفيتية والبريطانية والأمريكية أو أجهزتها السرية.
بعد الاستسلام واستئناف حركة البريد، طبعت قوات الحلفاء مجموعة طوابع واستعملت بعض الطوابع المتبقية بسبب نقص المواد، وبالتالي كان من الممكن الاستمرار في استخدامها كطوابع بريدية لفترة قصيرة؛ ومع ذلك، فإن مثل هذه الاستخدامات نادرة للغاية.

## النقش والزخارف وعملية الطباعة
كان النقش والزخرفة متطابقًا في جميع الفئات، ويُصوّر الجانب الأيسر من وجه باول فون هيندنبورغ بشكل جانبي. صمم كارل غوتز، الحائز على الميداليات، هذهِ المجموعة من الطوابع.
أُنتجت هذهِ السلسلة المميزة بالكامل باستخدام عملية الطباعة البارزة على ورق مطليّ مثقوب بمشط 14:14 ¼، بقياس 21.5 × 26 مم، على أوراق طوابع مقاس 10 × 10 تحمل علامتين مائيتين مختلفتين ("رقاقات"، ومنذ ديسمبر 1933، "صلبان معقوفة")، أو كطوابع لفّات من 200، 250 لكل لفة (= 500)، 500، و1000.
تم إصدار ما مجموعهُ 44 طابعًا مختلفًا:
- 1 أكتوبر 1932: سبعة فئات من الطوابع (أرقام دليل ميشيل للطوابع: 467-473).
- من أبريل إلى أغسطس 1933: 14 فئة من الطوابع (أرقام دليل ميشيل للطوابع: 482-495).
- من 1933 إلى 1936: 17 فئة من الطوابع (أرقام دليل ميشيل للطوابع: 512-528).
- 4 سبتمبر 1934: ستة فئات من الطوابع (أرقام دليل ميشيل للطوابع: 548-553).

كسلسلة طوابع بريد مميزة، استُخدمت هذهِ الطوابع أيضًا على القرطاسية البريدية كطابع للصور والبطاقات البريدية بحجم 148:105 مم. صدر ما مجموعه 29 قالبًا مختلفًا للبطاقات (من P216 إلى P244)، بما في ذلك خمس بطاقات بريدية مصورة تحمل 1416 نقشًا مختلفًا، وثماني بطاقات بريدية خاصة تحمل 23 نقشًا مختلفًا. علاوة على ذلك، في عام 1941، صدرت بطاقة بريدية للرد (2 × 15 بنسًا) مخصصة "للعمال الأجانب" العاملين في قيادة منطقة بروكسل الجوية. ومنذ عام 1943 فصاعدًا، قُسِّم المخزون المتبقي إلى أقسام، واستُخدم كبطاقة محلية في ألمانيا بطباعة فئة جديدة بقيمة 6 بنسًا. بالإضافة إلى ذلك، صدرت بطاقة أنبوب هوائي (55 بنسًا) لشبكتي الأنابيب الهوائية في برلين وميونيخ.

## اقرأ أيضاً
- دليل ميشيل. دار شوانبرغر للنشر، ميونيخ.
  - فهرس الغلاف، ألمانيا 1991، ISBN 3-87858-445-8.
  - ألمانيا 1992/1993، ISBN 3-87858-021-5.
  - فهرس ألمانيا الخاص، 1999، ISBN 3-87858-132-7.
  - فهرس القرطاسية البريدية، ألمانيا 1999، ISBN 3-87858-632-9.

- فرانك أرناو: موسوعة هواة جمع الطوابع. 1972.